# 佛罗伦萨凯旋门
43°47′3.04″N 11°15′43.57″E / 43.7841778°N 11.2621028°E

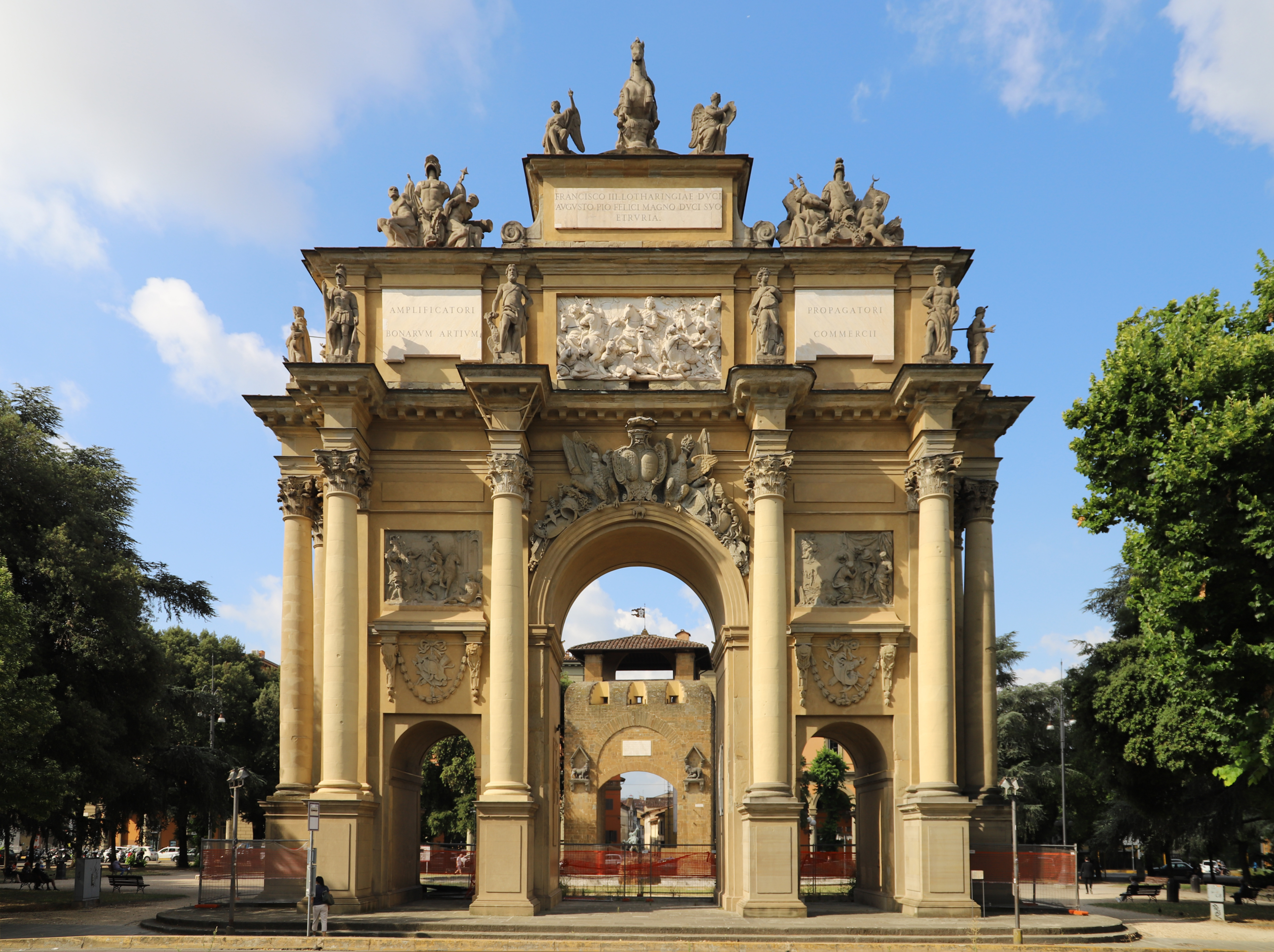
佛罗伦萨凯旋门

佛罗伦萨凯旋门（Arco di Trionfo）位于该市的自由广场，由建筑师让尼古拉佳铎（Jean-Nicolas Jadot）建于18世纪。
凯旋门位于佛罗伦萨北面的城门圣迦尔门外，庆祝哈布斯堡-洛林皇朝在美第奇家族绝嗣后入主佛罗伦萨。 

## 历史
佛罗伦萨凯旋门始建于1737年，在所谓的摄政时期（1733年-1765年），